# Hasidizam
Hasidizam (hebr. חֲסִידוּת‏‎), židovski je društveno-religijski pokret, čije je glavno obilježje mistična ideologija. Pokret se dijeli u dvije struje: njemački i istočno-europski hasidizam. Svim hasidima (hebr. Hasid - pobožan) zajedničko je nastojanje svakodnevnoga življenja svetosti.
Njemački hasidizam nastao je u Rajnskoj pokrajini nakon progona i umorstva Židova tijekom Križarskih ratova. Glavni izraz ovoga pokreta je moralistička književnost koja se odlikuje pripovijedanjem asketske pobožnosti, duboke posvećenosti poštovanju židovskih zakona i etike. Podržavali su rabinsko židovstvo i židovski misticizam.
Istočno-europski hasidizam javlja se u Poljskoj i Rusiji, gdje su patnje i progoni Židova bili najjači. Odbacuju asketizam i mesijanizam, za koje smatraju kako zahtijevaju promjenu povijesnih okolnosti. Smatrali su da se istinsko iskupljenje nalazi u unutarnjem religioznom duhu pojedinca vodeći se načelom: „Stvarnost se ne može promijeniti, ali oči koje gledaju mogu”. Hasidizam je u u prvoj polovini 18. stoljeća u vrlo kratkom vremenu obuhvatio židovsko stanovništvo Poljsko-litavske unije i susjednih područja.
Hasidizam pridaje posebnu važnost osjećajnomu poimanju Boga. Hasidska književnost u cjelini bila je puna suprotnih stavova, te se duh hasidizma ogleda u bogatoj tradiciji melodija koje se pjevaju bez riječi, te koje su i danas prisutne u židovskim službama.

## Podrijetlo i nastanak
Podrijetlo hasidizma povezano je s djelovanjem njegova osnivača Baala Shema Tova, kabalista i iscjelitelja koji se 1740. godine naselio u Medzhybizuh (Podolju u današnjoj Ukrajina). Oko njega se okupio krug učenika, čija je djelatnost izazvala nezadovoljstvo pravjernih rabina, prije svega, Vilnskoga Gaona. Njegova popularnost obično se objašnjavala krizom koja je zahvatila židovsku zajednicu Poljsko-litavske unije nakon neuspjeha mesijanskoga pokreta Šabetaj Cvi i kozačkih pogroma pod vlašću Bogdana Hmeljnickog. Hasidizam dijelom podsjeća na slične procese u protestantizmu (pijetizam, revivalizam): naglasak na osobnom iskustvu boga, osobnoj pravednosti i ulozi karizmatičnih vođa (caddika). Međutim, hasidi nisu napustili strogo poštivanje židovskih rituala, a da pritom nisu pali u asketizam. Poslije Beštetove smrti, pokret hasida (pravednika) predvodio je Dov-Ber iz Mezhericha (poznat i kao „Magid”), koji je preselio svoju rezidenciju u Mežerik (Volin, Ukrajina).
Poslije 1772. godine, hasidizam se podijelio na niz ogranaka. Rabin Elimelech širio je hasidizam u grad Leżajsk (današnja Poljska). Menachem Mendel Schneerson osnovao je zajednicu u Vitebsku (Bjelorusija), iz koje je proizašao Shneur Zalman iz Liozna, osnivač Habada (lubavički hasidizam). Levi Yitzchok je 1785. godine utemeljio hasidsko središte u Berdyčivu. Također, svojevrsno sjedište hasidizma počeo je predstavljati i Černobil (Ukrajina), nakon što se tu doselio Menachem Nochum Twersky.
Do 1782. godine, Yaakov Yosef iz Polnoya napisao je prvu hasidsku knjigu, u kojoj je prikupio Beštetove izreke.

## Praksa i meditacija
Hasidska molitvena praksa pomaže meditaciji, praćenoj svojstvenim pjevanjem bez riječi, oštrim pokretima tijela. Hasidske molitve praćene su melodijama (nigun), koje su postale dobro poznate po tzv. klezmer glazbi.
Uglavnom se pridržavaju nuše (molitveni stil) „Sfarad” (ne smije se miješati s nusom Sefarda), koja se razlikuje od aškenazijskoga nušaha promjenama koje su zasnovane na učenjima kabalističkoga rabina iz 16. stoljeća, Jitzhaka Luria (Arizala). Neki od Hasida (uglavnom Lubavički Hasidi) mole nušu koja se naziva nusah ari. Kao i svi pravovjerni Židovi, i Hasidi se mole na hebrejskome jeziku (nekoliko umetaka je na aramejskomu), te se velika većina pridržava jedne od varijanti izgovora Aškenazija. U mnogim hasidskim skupinama uobičajeno je predavati na jidišu.
Hasidi molitvu smatraju jednom od najvažnijih vjerskih praksi. Osobitost hasidskih molitvi, koja izaziva žestok otpor u nehasidskim pravovjernim krugovima, gotovo je potpuno odbacivanje tradicijskoga rasporeda molitve (zmanim), posebno za jutarnje molitve.
Postoje i druge hasidske osobitosti molitve, u kojima kritičari vide kršenje zakona Halakhe. Neki ideolozi reformskoga, konzervativnoga i rekonstruktivističkoga judaizma tvrde da su elementi hasidskih rituala postali široko prihvaćeni u njihovoj praksi, s čime se sami Hasidi uglavnom ne slažu.

## Vanjske poveznice
- Hasidizam u Hrvatskoj enciklopediji